# Ablepharus chernovi
Ablepharus chernovi es una especie de lagartos escincomorfo de la familia Scincidae.

## Distribución geográfica y hábitat
Se encuentra desde Armenia (valle del río Razdan), varias partes del centro, sur y sudeste de Turquía (donde su área de distribución está fragmentada) y posiblemente el norte de la costa de Siria aunque es probable que los registros en Siria pertenezcan a una especie diferente, A. rueppellii. Viven entre los 500 a 2200 m de altitud.

## Taxonomía
Fue descrita en 1953 como una subespecie de Ablepharus kitaibelii por el herpetólogo soviético Ilya Darevsky. La localidad tipo es «Razdan River Valley, Armenia» (valle del río Razdan, Armenia) mientras que recibe su epíteto específico, chernovi, en honor al herpetólogo ruso Sergius Alexandrovich Chernov (1903-1964).
En 1997, Josef Schmidtler la eleva al rango de especie a la vez que describe tres nuevas subespecies: A. c. eiselti, A. c. isauriensis y A. c. ressli. Su posición como especie fue confirmada en 2005 por estudios filogéneticos que muestran que A. kitaibelii y A. chernovi son parafiléticos, estando más emparentada con A. budaki.

### Subespecies
Se reconocen como válidas cuatro subespecies:
- Ablepharus chernovi chernovi Darevsky, 1953 — Habita en Armenia, Turquía (Anatolia) y Siria. Es la subespecie tipo.
- Ablepharus chernovi eiselti Schmidtler, 1997 — Habita en Turquía (provincia de Adana).
- Ablepharus chernovi isauriensis Schmidtler, 1997 — Habita en Turquía (centro y sur de Anatolia).
- Ablepharus chernovi ressli Schmidtler, 1997 — Habita al sur de Turquía (norte de la provincia de Mersin).

## Conservación
Es catalogada por la Unión Internacional para la Conservación de la Naturaleza como una especie bajo preocupación menor por la amplitud de su área de distribución y su presunta gran población.